# مخماس
مخماس (عربی: مُخماس) منطقه‌ای مسکونی در استان قدس فلسطین است.